# Zigfrīds Anna Meierovics

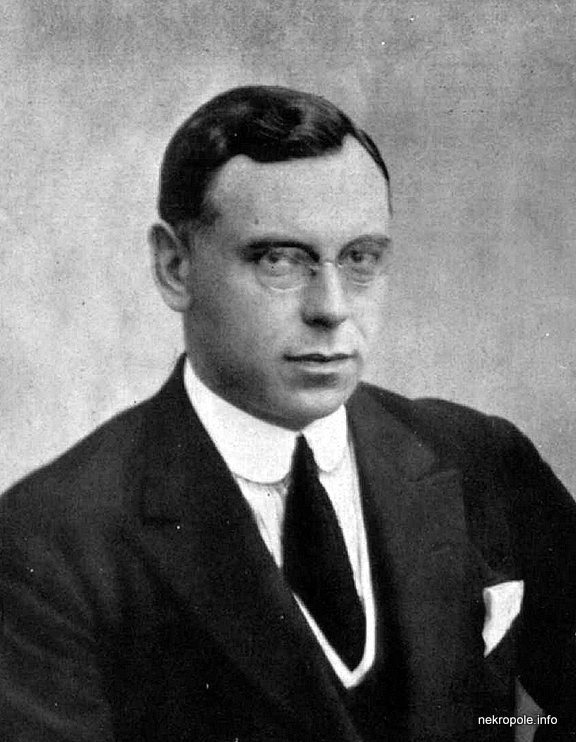
Zigfrīds Anna Meierovics

Zigfrīds Anna Meierovics (* 24. Januarjul. / 5. Februar 1887greg. in Durbe; † 22. August 1925 bei Tukums) war der erste Außenminister Lettlands und später während zweier Amtszeiten auch dessen Ministerpräsident. Er war Mitbegründer des Lettischen Bauernverbands.

## Leben
Zigfrīds Anna Meierovics wurde in die Familie eines jüdischen Arztes und dessen lettischer Frau Anna geboren. Seine Mutter verstarb zwei Tage nach seiner Geburt. Weil sein Vater an einer Geisteskrankheit litt, wuchs Meierovics in der Familie eines Onkels in Kabile auf. Er studierte am Rigaer Polytechnicum. 1911 schloss er das Studium mit dem akademischen Grad eines Kandidaten der Handelswissenschaften ab. Anschließend unterrichtete er Handelsgeographie an der Kommerzschule in Riga.
Nach 1911 engagierte sich Meierovics in verschiedenen lettischen Organisationen, unter anderem in der Lettischen Gesellschaft Riga. Während des Ersten Weltkriegs arbeitete er in verschiedenen lettischen Flüchtlingskomitees und im Organisationskomitee der Lettischen Schützen mit. Nach der Februarrevolution 1917 begab er sich nach Riga und wurde Politiker.
In Verhandlungen mit der provisorischen russischen Regierung und mit Vertretern der Entente in London bemühte er sich um die lettische Unabhängigkeit. Am 11. November 1918 war er es, der als Mitglied des vorläufigen Lettischen Nationalrats (Latviešu Pagaidu Nacionālā Padome) die schriftliche Bestätigung entgegennahm, mit der das Vereinigte Königreich die Eigenstaatlichkeit Lettlands de facto anerkannte.
Meierovics wurde am 19. November 1918 erster Außenminister der Republik Lettland, die tags zuvor ihre Unabhängigkeit erklärt hatte. Dieses Amt übte er durchgängig bis zum 25. Januar 1925 aus. Dass er väterlicherseits aus einer jüdischen Familie stammte, erwies sich in Lettland – im Unterschied zu anderen Ländern Ostmitteleuropas – nicht als Hemmnis in seiner Laufbahn.
Zwischen 1921 und 1924 war er zweimal Ministerpräsident seines Landes: vom 19. Juni 1921 bis zum 26. Januar 1923 und vom 28. Juni 1923 bis zum 26. Januar 1924.
Zu seinen Verdiensten zählen die Friedensverträge mit Deutschland und der Sowjetunion von 1920, die De-jure-Anerkennung Lettlands durch die Alliierten, die Vorbereitung eines Verteidigungsbündnisses mit Estland und der Beitritt seines Landes zum Völkerbund.
Außerdem war Meierovics Abgeordneter im Lettischen Volksrat (Latvijas Tautas Padome), der lettischen Verfassunggebenden Versammlung (Satversmes Sapulce) und später in der Saeima, dem lettischen Parlament.
Zigfrīds Anna Meierovics starb 38-jährig am 22. August 1925 bei einem Verkehrsunfall in der Nähe von Tukums.

## Ehrungen und Auszeichnungen
- 1922 Großkreuz des Orden Polonia Restituta
- 1922 Großkreuz des Silvesterordens
- Drei-Sterne-Orden
- Finnischer Orden der Weißen Rose
- Croix de guerre